# 穆梅卡
穆梅卡（Mvomeka'a）是桑格梅利玛（Sangmélima）附近的一个村。位于喀麦隆的南部省。它因为是现任喀麦隆总统保罗·比亚的家乡而闻名。